# جانین ون ویک
جانین ون ویک (زادهٔ ۱۷ آوریل ۱۹۸۷) یک بازیکن فوتبال حرفه‌ای سابق آفریقای جنوبی است که به عنوان مدافع در باشگاه جی وی دبلیو بازی کرده و کپتان تیم ملی زنان آفریقای جنوبی بوده است. او با ۱۸۵ بازی در آفریقای جنوبی دارای بالاترین بازی در کنفدراسیون فوتبال آفریقا است.
او برای هیوستون دش در لیگ فوتبال زنان ملی بازی کرده و اولین بازیکن آفریقایی جنوبی بود که به این لیگ رفت. در ۱۸ سپتامبر ۲۰۱۸، جانین ون ویک ۱۵۰مین بازی خود را برای تیم ملی فوتبال زنان آفریقای جنوبی بازی کرد. او این رکورد را به عنوان بازیکن فوتبال آفریقای جنوبی با بیشترین تعداد از هر جنسیت دارد.

## اوایل زندگی و تحصیلات
ون ویک در آلبرتون، آفریقای جنوبی به دنیا آمد. نام پدر او دنی ون ویک بود. او در گرمیستون بزرگ شد و در سن ۶ سالگی فوتبال را شروع کرد. اولین تیم دختران او اسپرینگز هوم بود که مستقر در کوادما بود. او در ۱۵ سالگی از این تیم بیرون آمد.

## باشگاه‌ها
چند سال بعداز خروج از اسپرینگز هوم، ون ویک به تیم مورکا سوالوز پیوست و سپس به تیم پالاس سوپر فالکونز از تمبیسا ملحق شد، جایی که او بخشی از تیمی بود که سه عنوان قهرمانی لیگ متوالی را کسب کرد. ون ویک زمان خود را با سوپر فالکونز «به یاد ماندنی» توصیف کرد و گفت که در این سه قهرمانی لیگ، آنها «غیرقابل دسترس» بودند. او سپس باشگاه خود را به نام جی وی دبلیو تأسیس کرد. او قبلاً به عنوان بازیکن-مربی برای این باشگاه فعالیت کرده بود. طرفداران فوتبال او را «بوت» لقب داده‌اند.
در ۲۱ دسامبر ۲۰۱۶، او با تیم هاستون دش در لیگ فوتبال زنان ملی قرارداد امضا کرد. در سال ۲۰۱۷، او ۱۷ بار برای دش به میدان رفت. ون ویک برای فصل ۲۰۱۸ دوباره به هاستون دش بازگشت و در ۲۰ بازی شرکت کرد. در ۱ اکتبر ۲۰۱۸، ون ویک از هاستون دش کنار گذاشته شد و در فهرست واگذاری مجدد قرار گرفت، اما حقوق او توسط تیم دیگری پرداخت نشد.
در اوت ۲۰۱۹، او با باشگاه دانمارکی فورتونا قرارداد امضا کرد. پس از یک آسیب‌دیدگی زانو در حین تمرین و بازگشت به آفریقای جنوبی، در ۱۴ ژانویه ۲۰۲۰، ون ویک اعلام کرد که او و فورتونا توافق کرده‌اند که قراردادش را فسخ کنند تا بتواند بر روی توانبخشی تمرکز کند.
ون ویک در ژوئیه ۲۰۲۰ دوباره به اروپا بازگشت و با یک باشگاه لیگ برتر زنان اسکاتلند (SWPL) که گلاسکو سیتی نام داشت، قرارداد امضا کرد. پس از یک بازی در مسابقات لیگ قهرمانان زنان اروپا مقابل وولفزبورگ، او به دلیل ترکیبی از آسیب‌دیدگی زانو و تعلیق لیگ در دوران پاندمی کووید-۱۹ چندین ماه نتوانست در هیچ مسابقه‌ای دیگر بازی کند.

## جی وی دبلیو
ون ویک در سال ۲۰۱۳ یک باشگاه فوتبال به نام جی وی دبلیو تأسیس کرد «با هدف تمرکز بر توسعه بازیکنان زن فوتبال و فراهم کردن بستری برای آنها تا به سطوح بالاتر در این ورزش دست یابند». باشگاه جی وی دبلیو با تنها یک تیم در سال ۲۰۱۳ که در لیگ ساسول شرکت می‌کرد آغاز شد و در سال‌های اخیر به طرز چشمگیری رشد کرده و ورزشکاران جوان زن را پرورش داده و اکنون دارای پنج تیم است که نماینده این باشگاه فوتبال هستند. تیم اول جی وی دبلیو در سال ۲۰۱۶ قهرمان لیگ ساسول گوتنگ شد، جایی که ون ویک به عنوان بازیکن-مربی فعالیت می‌کرد و به فینال قهرمانی ملی لیگ ساسول رسید، جایی که در نهایت با نتیجه یک بر صفر به تیم بانوان بلوامفانتین سلتیک باخت. چند سال بعد، در سال ۲۰۱۹، جی وی دبلیو دوباره قهرمان لیگ ساسول گوتنگ شد و به عنوان قهرمان ملی با شکست نمایندگان لیپومپو، یعنی تیم بانوان مایندی، با نتیجه دو بر صفر در فینال، جایگاه خود را در لیگ ملی زنان که به تازگی راه‌اندازی شده بود (۲۰۱۹) مستحکم کرد.